# Gogole-Steczki
Gogole-Steczki – osada w Polsce, w województwie mazowieckim, w powiecie ciechanowskim, w gminie Gołymin-Ośrodek.
Do 2023 miejscowość była częścią wsi Gogole Wielkie.
W latach 1975–1998 Gogole-Steczki administracyjnie należały do województwa ciechanowskiego.